# Register wirtschaftlicher Eigentümer von Unternehmen
Als Register wirtschaftlicher Eigentümer von Unternehmen wird ein Verzeichnis von Unternehmen, Trusts, Stiftungen und anderen Rechtspersonen und deren wahren Eigentümern und Einflussnehmern (wirtschaftlicher Eigentümer) bezeichnet.
Ziel eines derartigen Registers ist, Geschäfte, welche über anonyme Unternehmen abgewickelt werden, transparent zu machen. Grundsätzlich sind anonyme Unternehmen nicht illegal, können aber unter anderem auch zur Abwicklung illegaler Geschäfte genutzt werden. Exemplarisch sind Geschäfte, die der Bestechung von Politikern, der Geldwäsche, dem Waffenhandel und der Steuervermeidung dienen. Die Erfassung wirtschaftlicher Eigentümer dient der Herstellung von Transparenz unter anderem für Steuerbehörden, Strafverfolger und Journalisten.
Die Europäische Union hat im Mai 2015 mit der vierten Fassung der Anti-Geldwäscherichtlinie ihre Mitgliedstaaten zur Einführung von nationalen Registern wirtschaftlicher Eigentümer von Unternehmen  verpflichtet. EU-Mitgliedstaaten haben sicherzustellen, dass die zuständigen Behörden und die zentralen Meldestellen, Verpflichtete im Rahmen der Erfüllung der Sorgfaltspflichten gegenüber Kunden sowie Personen oder Organisationen, die ein berechtigtes Interesse nachweisen, Einblick in die Register erhalten. Transparency International forderte, dass jeder Interessent Zugriff auf das Register haben soll.
In Deutschland wurde die Richtlinie mit dem Gesetz zur Umsetzung der Vierten EU-Geldwäscherichtlinie, zur Ausführung der EU-Geldtransferverordnung und zur Neuorganisation der Zentralstelle für Finanztransaktionsuntersuchungen, das eine vollständige Neufassung des Geldwäschegesetzes darstellte, in nationales Recht überführt. Teil der Neufassung ist die Einrichtung eines Transparenzregisters beim Bundesministerium für Finanzen. Das Geldwäschegesetz regelt die Transparenzpflichten, d. h. die von juristischen Personen zu meldenden Daten, die Einsichtnahme sowie das europäische System der Vernetzung der nationalen Register.
Großbritannien, Frankreich, Dänemark und die Niederlande planen, öffentlich zugängliche Register einzurichten.
In den USA wird die Einführung eines Registers diskutiert.